# Pigarg petit
El pigarg petit (Haliaeetus humilis; syn: Icthyophaga humilis) és una espècie d'ocell rapinyaire de la família dels accipítrids (Accipitridae). Habita en zones boscoses prop de l'aigua i en pantans des del nord de l'Índia, Bangladesh, Myanmar, el sud-est asiàtic, i les illes de Hainan, Sumatra, Borneo, Sulawesi i altres més petites, properes a aquestes. El seu estat de conservació es considera gairebé amenaçat.

## Descripció
Amb una llargària de 49,5 – 50,7 cm, és el menor dels rapinyaires piscívors. El color del plomatge per sobre i al pit és marró, amb un to gris blavós al cap i coll. Part inferior de l'abdomen blanc. Les potes de color blau molt clar.

## Taxonomia
Segons la llista mundial d'ocells del Congrés Ornitològic Internacional (versió 12.2, juliol 2020) aquest tàxon estaria dins del gènere Haliaeetus. Tanmateix, altres obres taxonòmiques, com el Handook of the Birds of the World i la quarta versió de la BirdLife International Checklist of the birds of the world (Desembre 2019), consideren que pertany al gènere Icthyophaga.